# Mr. Mercedes (serie televisiva)
Mr. Mercedes è una serie televisiva statunitense trasmessa dal 9 agosto 2017 dalla rete via cavo Audience.
Si tratta di un adattamento dell'omonimo romanzo del 2014 scritto da Stephen King.

## Trama
Nel 2009 un ragazzo in preda a disturbi psichici, indossando la maschera di un clown, investe e uccide intenzionalmente diverse persone in attesa di partecipare ad una fiera del lavoro, divenendo noto come "Mr. Mercedes" per aver usato una Mercedes SL 500 rubata. La polizia non riesce a identificare l'assassino che, circa due anni dopo, contatta direttamente il detective che aveva condotto le indagini, Bill Hodges, deridendolo e vantandosi delle sue gesta, con lo scopo di spingerlo al suicidio. Hodges, che conduce una non esaltante vita solitaria e ormai in pensione, ne trae invece spunto per rimettersi al lavoro e dargli la caccia. Non fidandosi delle capacità e intenzioni dei suoi ex colleghi, si rimette sulle sue tracce coinvolgendo suo malgrado Jerome Robinson, un giovane promettente studente che abita nella sua area e mette a disposizione le sue abilità informatiche, Janey, la sorella della donna proprietaria dell'auto usata due anni prima nella strage, e più tardi Holly, cugina di quest'ultima.

## Personaggi e interpreti

### Principali
- Bill Hodges, interpretato da Brendan Gleeson. Il neo-pensionato detective che dopo aver ricevuto le attenzioni del killer "Mr. Mercedes" ritorna a lavorare al suo vecchio caso rimasto irrisolto. Doppiato da Rodolfo Bianchi.
- Brady Hartsfield (stagione 1-2), interpretato da Harry Treadaway. L'autore del massacro alla fiera del lavoro del 2009, noto mediaticamente come "Mr. Mercedes". Doppiato da Emiliano Coltorti.
- Jerome Robinson, interpretato da Jharrel Jerome. Ragazzo afroamericano solito fare lavoretti per Hodges, che si ritrova ad aiutarlo nelle indagini. Doppiato da Alex Polidori.
- Janey Patterson (stagione 1), interpretata da Mary-Louise Parker. Sorella della donna proprietaria dell'auto usata da Mr. Mercedes per uccidere. Doppiata da Tiziana Avarista.
- Holly Gibney, interpretata da Justine Lupe. Cugina di Janey, anche lei aiuterà il detective Hodges nelle indagini.
- Peter Dixon (stagioni 1-2), interpretato da Scott Lawrence. Detective di polizia ex collega di Hodges. Nel libro il nome del personaggio è Pete Huntley. Doppiato da Paolo Buglioni.
- Deborah Hartsfield (stagione 1), interpretata da Kelly Lynch. È la madre alcolizzata di Brady.
- Anthony "Robi" Frobisher (stagione 1), interpretato da Robert Stanton. Il capo di Brady presso il centro di elettronica dove lavora. Doppiato da Mauro Gravina.
- Ida Silver, interpretata da Holland Taylor. Eccentrica vicina di casa di Hodges, tale personaggio non è presente nel libro. Doppiata da Melina Martello.
- Lou Linklatter, interpretata da Breeda Wool. La ragazza omosessuale che lavora con Brady al centro di elettronica. Doppiata da Claudia Catani.
- Felix Babineau (stagione 2), interpretato da Jack Huston.
- Antonio Montez (stagione 2-3), interpretato da Maximiliano Hernández
- Cora Babineau (stagione 2), interpretata da Tessa Ferrer

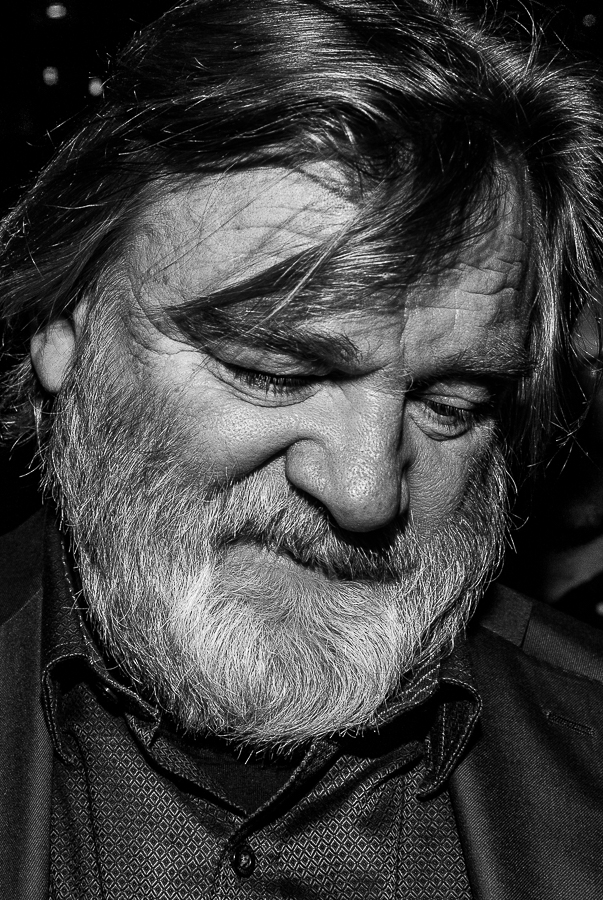
Brendan Gleeson
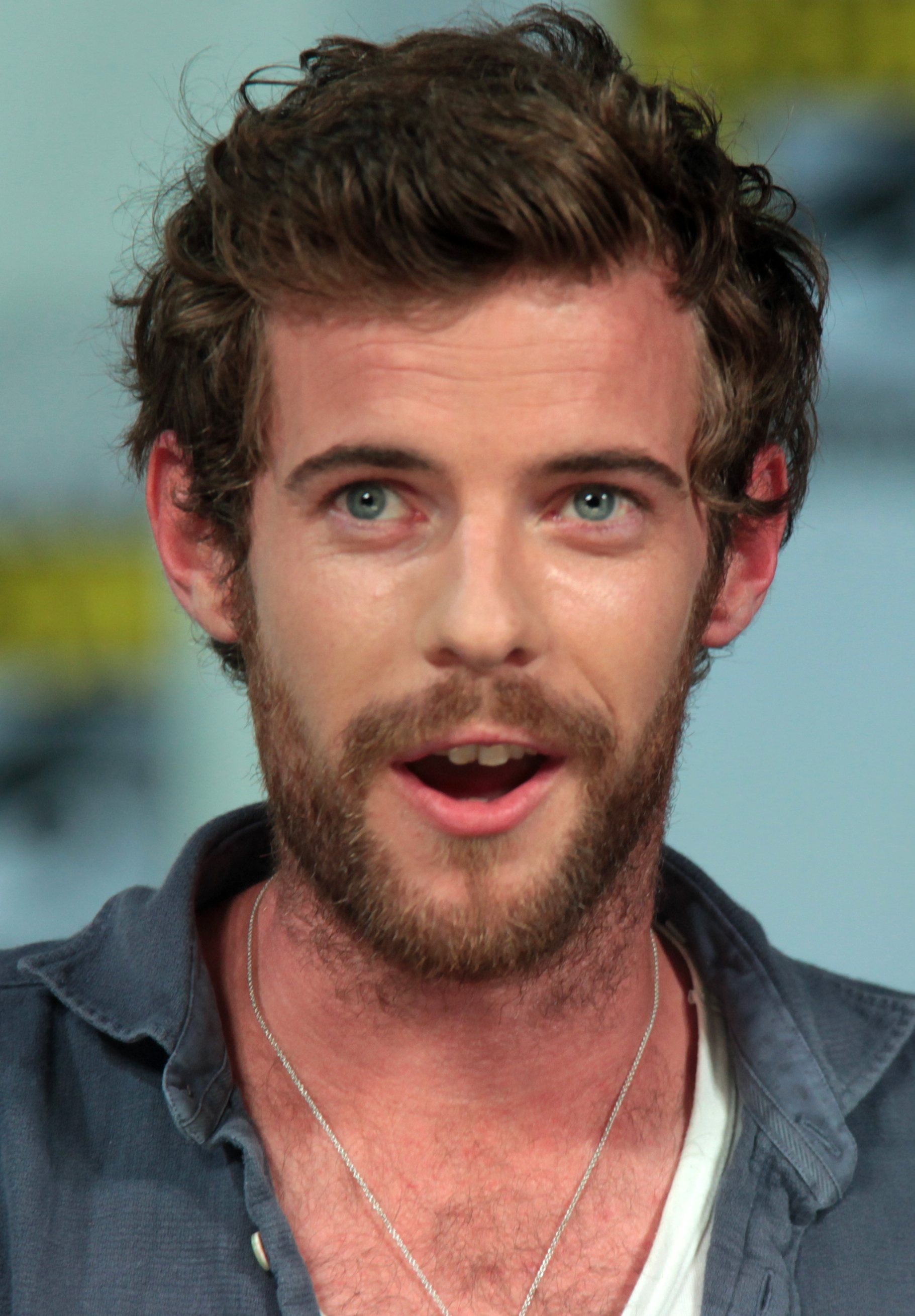
Harry Treadaway
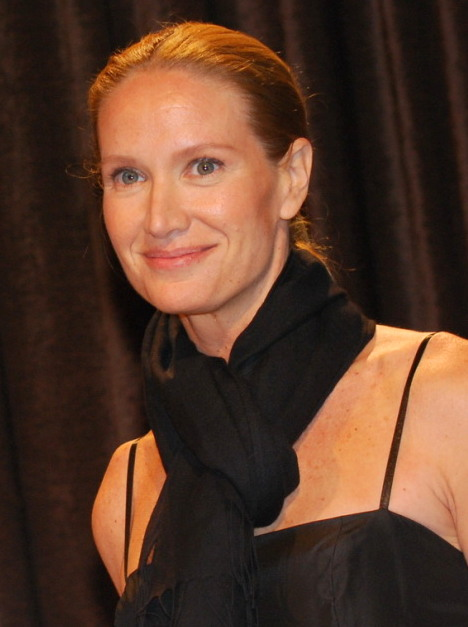
Kelly Lynch
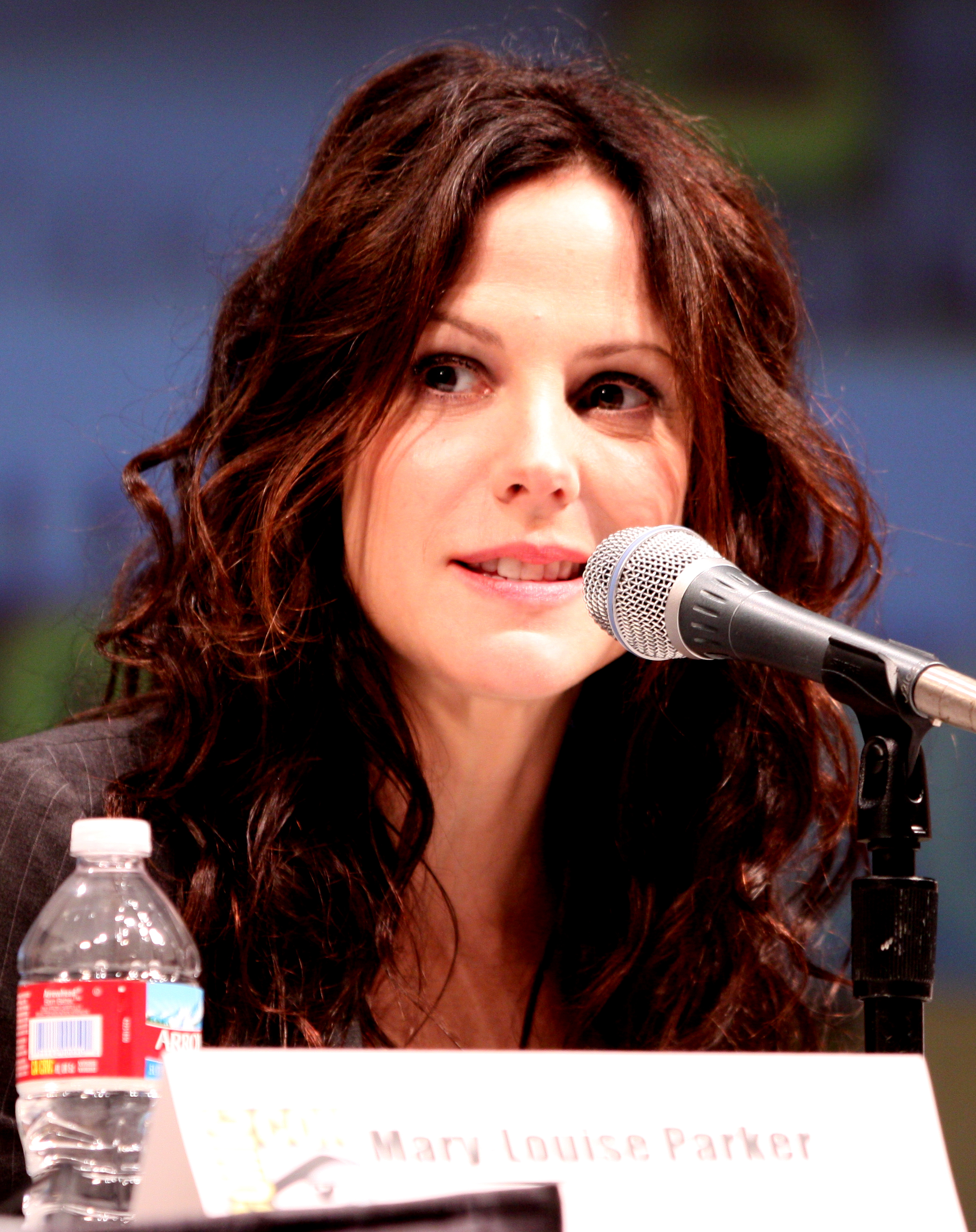
Mary-Louise Parker
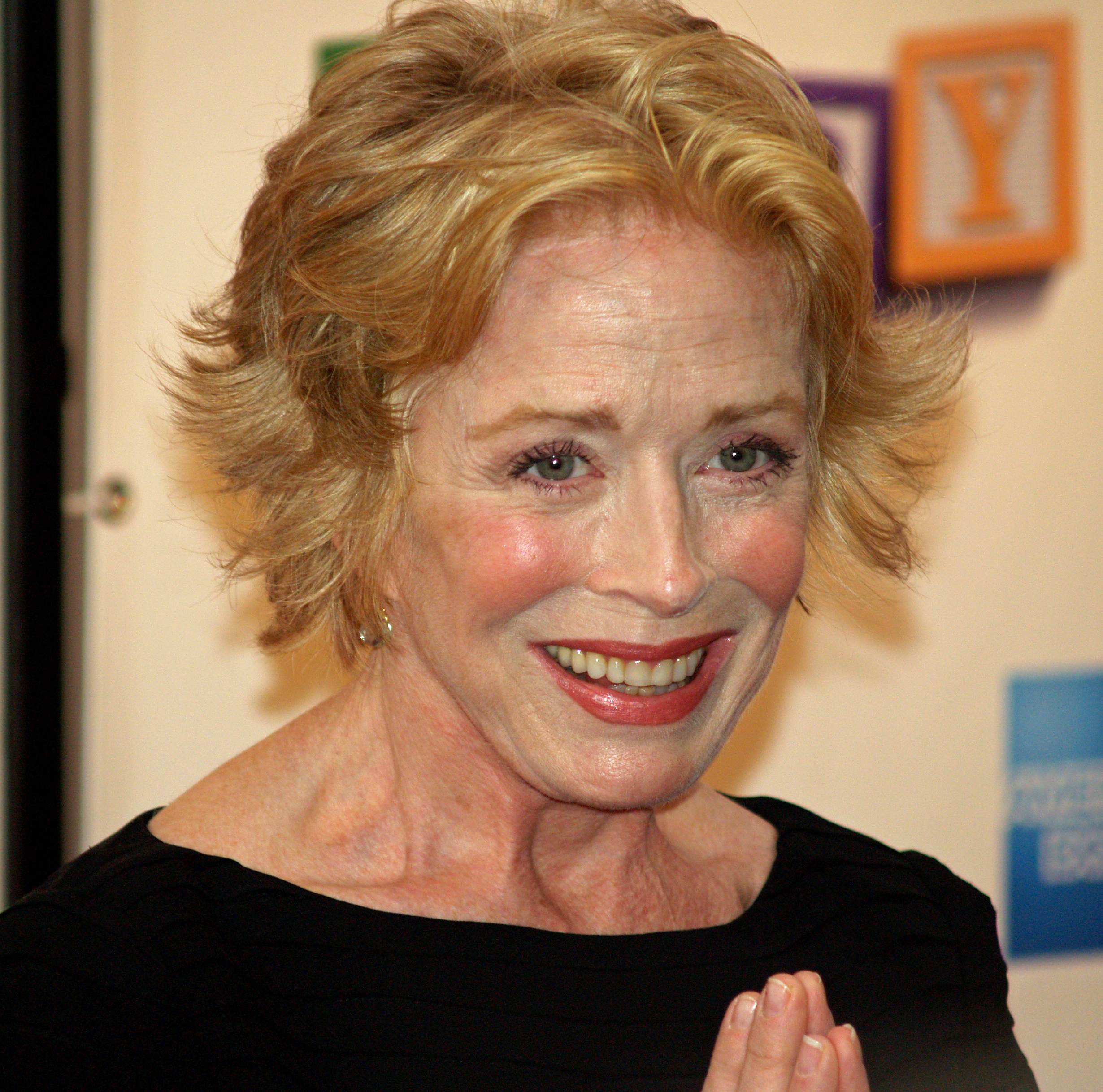
Holland Taylor
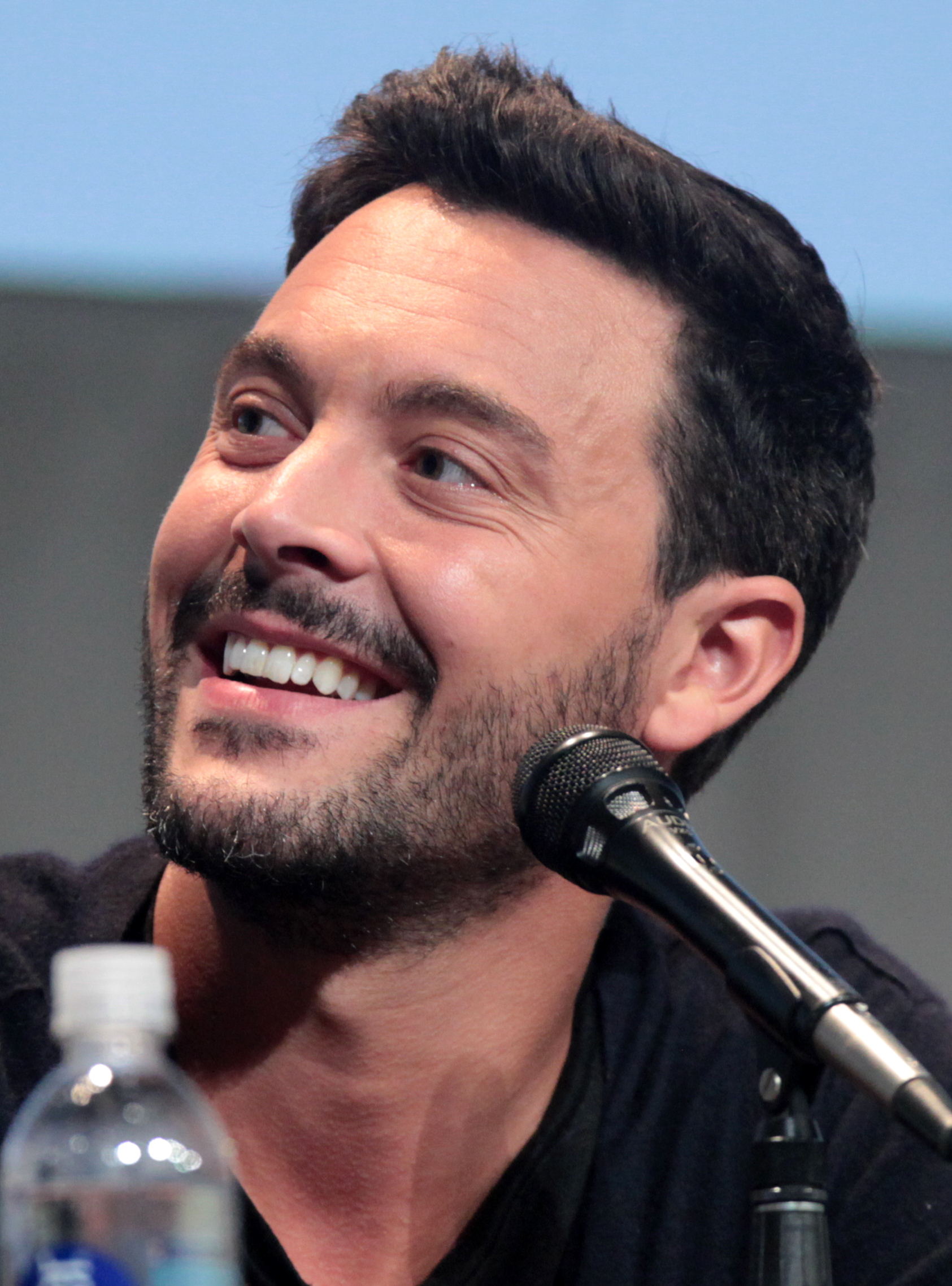
Jack Huston
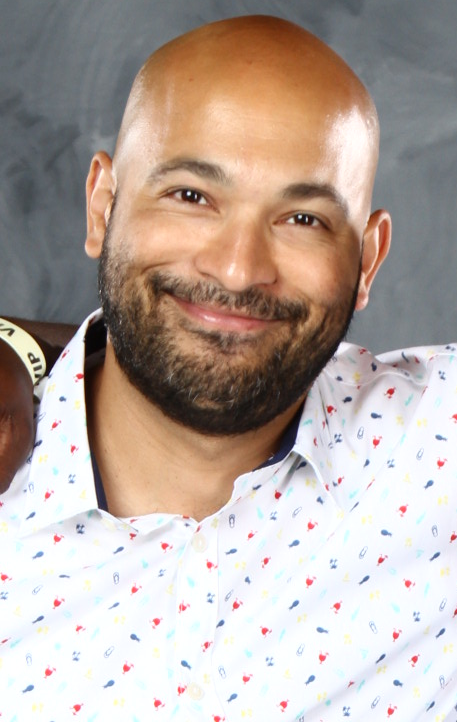
Maximiliano Hernández

### Ricorrenti
- Donna Hodges (stagione 1-2), interpretata da Nancy Travis. Ex moglie di Bill Hodges.
- Elizabeth Wharton (stagione 1), interpretata da Katharine Houghton
- Barbara Robinson (stagione 1-2), interpretata da Makayla Lysiak
- Olivia Trelawney (stagione 1), interpretata da Ann Cusack. La donna alla quale apparteneva l'auto rubata da Brady nel 2009, spinta al suicidio dal killer.
- Sadie McDonald (stagione 2), interpretata da Virginia Kull
- Library Al (stagione 2), interpretato da Mike Starr

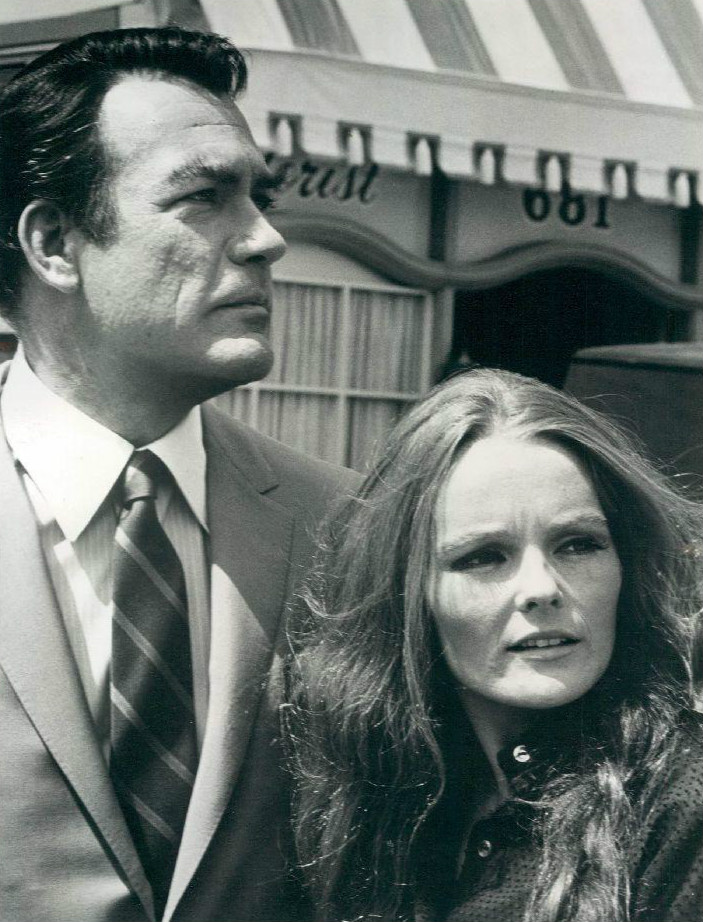
Katharine Houghton
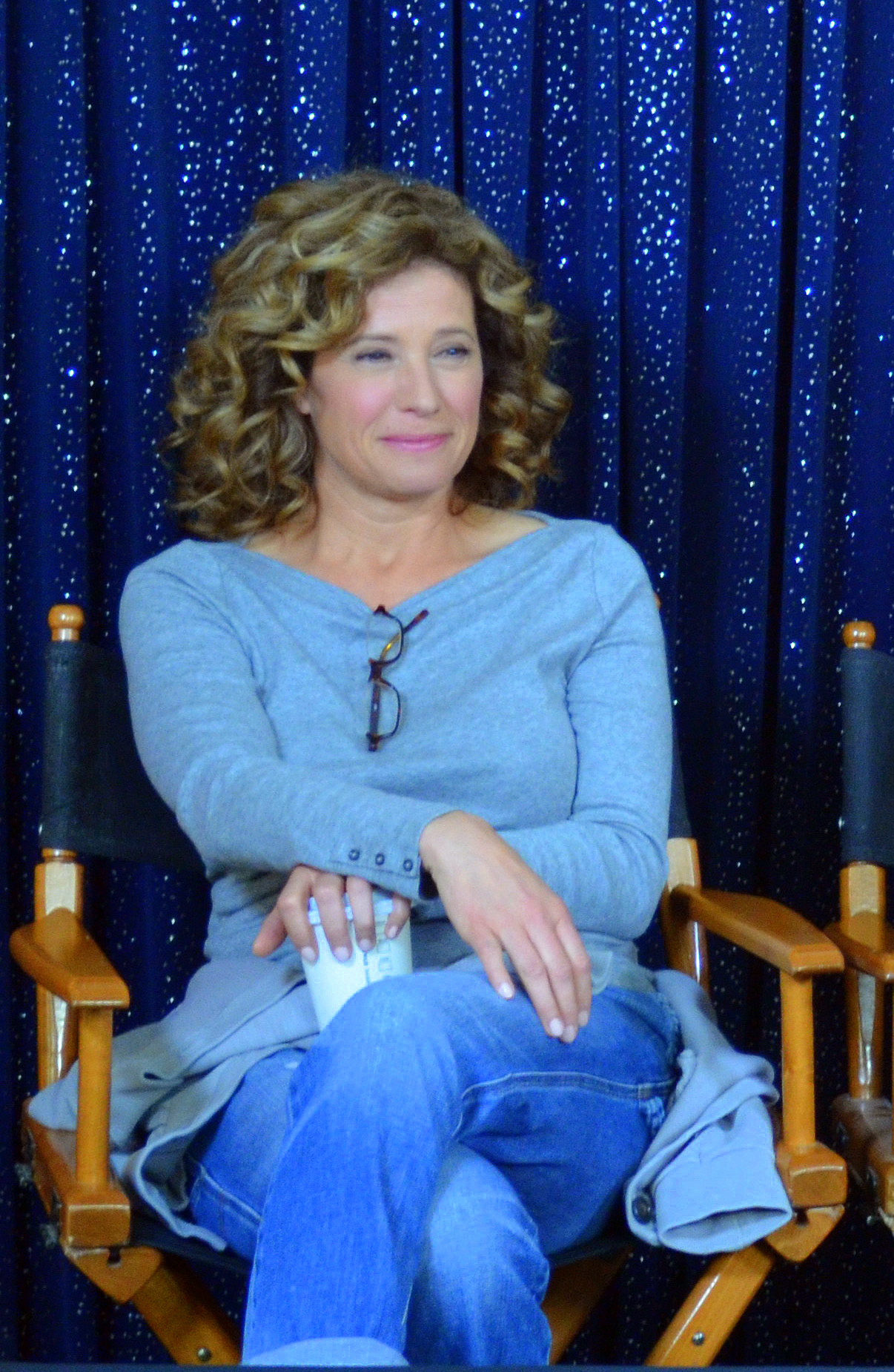
Nancy Travis

## Episodi
| Stagione         | Episodi | Prima TV USA | Pubblicazione Italia |
| ---------------- | ------- | ------------ | -------------------- |
| Prima stagione   | 10      | 2017         | 2019                 |
| Seconda stagione | 10      | 2018         | 2019                 |
| Terza stagione   | 10      | 2019         | 2019                 |

## Produzione

### Sviluppo
Nel 2015, Sonar Entertainment ha optato per i diritti sullo schermo del romanzo Mr. Mercedes di Stephen King con l'intento di svilupparsi in una serie limitata. David E. Kelley era pronto a scrivere la serie mentre Jack Bender la dirigeva. Nel maggio 2016 la rete via cavo Audience ordinò formalmente la produzione di dieci episodi.
Il 10 ottobre 2017 la serie viene rinnovata per una seconda stagione, composta da 10 episodi, trasmessa dal 22 agosto 2018.
Il 19 novembre 2018 viene rinnovata anche per una terza stagione, sempre composta da 10 episodi.

### Casting
Un mese più tardi, Anton Yelchin, che avrebbe dovuto interpretare Brady Hartsfield, morì in un incidente stradale; Ann-Margret, ingaggiata per il ruolo di Ida Silver, abbandonò inoltre il cast per motivi familiari. Dopo un re-casting i due furono sostituiti da Harry Treadaway e Holland Taylor.
Nel gennaio del 2017 si aggiungono al cast Jharrel Jerome, Justine Lupe, Breeda Wool, Scott Lawrence, Robert Stanton, Ann Cusack e Mary-Louise Parker. Il 25 aprile 2017 venne annunciato che Stephen King avrebbe avuto un cameo nella serie.
Nel gennaio del 2018 entrarono nel cast della seconda stagione Jack Huston, Maximiliano Hernandez e Tessa Ferrer.

### Riprese
Le riprese della prima stagione cominciarono all'inizio del 2017 nei pressi di Charleston, nella Carolina del Sud, mentre quelle della seconda sono iniziate a febbraio del 2018, sempre in Carolina del Sud.

## Promozione
Il 5 giugno 2017 venne pubblicato un video "dietro le quinte" della serie con le interviste al cast e alla troupe, seguito il giorno dopo dal primo teaser della serie.
Il 19 luglio 2018 la serie partecipò al San Diego Comic-Con International per promuovere la seconda stagione ed erano presenti il produttore esecutivo e regista Jack Bender e gli attori Jack Huston, Max Hernandez, Breeda Wool, Justine Lupe e Nancy Travis.
Il 30 luglio 2018 viene pubblicato il trailer ufficiale della seconda stagione.

## Trasmissione
La prima stagione è stata trasmessa negli Stati Uniti dal 9 agosto all'11 ottobre 2017.

### Trasmissione internazionale
- Irlanda: RTÉ1[23]
- Polonia: Canal+[24]
- Regno Unito: Starzplay[25]

## Accoglienza

### Prima stagione
La prima stagione della è stata accolta positivamente dalla critica. Sull'aggregatore di recensioni Rotten Tomatoes ha un indice di gradimento dell'83% con un voto medio di 6.40 su 10, basato su 29 recensioni. Il commento del sito recita: "Mr. Mercedes spinge il suo racconto teso e raccapricciante con dialoghi intelligenti, personaggi forti e sorprese terrificanti". Su Metacritic, invece, ha un punteggio di 71 su 100 basato su 17 recensioni.

### Seconda stagione
Anche la seconda stagione è stata accolta positivamente dalla critica. Su Rotten Tomatoes ha un punteggio positivo del 100% con un voto medio di 7 su 10, basato su 11 recensioni, mentre su Metacritic ha un punteggio di 76 su 100, basato su 4 recensioni.

## Riconoscimenti
- 2018 - Saturn Awards[30][31]
  - Candidatura per la miglior serie televisiva d'azione/thriller